# Avdrift
Avdrift är sidledes drift hos fartyg och de flesta luftfartyg på grund av vindens och/eller vattnets inverkan. Strömmars inverkan räknas inte alltid med i begreppet. Avdriften anges vanligen i den mån det har betydelse i grader. För en luftballong saknar avdrift innebörd eftersom den driver med vinden. Avdriften medför att den sanna kursen (kurs över grund eller i förhållande till marken) skiljer sig från båtens eller luftfartygets längdriktning. Den styrda kursen måste därför justeras med hänsyn till vindens och/eller vattnets strömning. GPS ger kursen över grund/marken och gör det möjligt att anpassa den styrda kursen. Om GPS eller motsvarande hjälpmedel saknas och man inte har möjlighet att styra enligt en enslinje eller kontinuerligt fastställa positionen uppskattas avdriften med hjälp av erfarenheten och kunskapen om strömmar i området.
I områden med tidvatten tas strömhastigheten från tabeller, och avdriften uträknas med ett vektordiagram, grafiskt, trigonometriskt eller med hjälp av tabeller. Fartygets förflyttning över grund utgörs av summan av vektorerna för strömmen och fartygets förflyttning genom vattnet.
Avdriften på grund av vind varierar beroende på vindens hastighet och riktning i förhållande till fartyget, fartygets fart och vindfånget i förhållande till undervattenskroppens storlek och form. Motsvarande gäller för avdrift på grund av vågor. Denna avdrift kan uppskattas genom att pejla kölvattnet.